# Молдова на зимових Олімпійських іграх 1998
Молдова брала участь у Зимових Олімпійських іграх  1998 року в Наґано (Японія) вдруге за свою історію, але не завоювала жодної медалі. Збірну країни представляли 2 спортсменів у одному виді спорту — біатлон. Прапороносцем на церемонії відкриття Олімпіади став лижник Іон Букса.

## Спортсмени
| Вид спорту | Чоловіки | Жінки | Всього |
| ---------- | -------- | ----- | ------ |
| Біатлон    | 1        | 1     | 2      |
| Усього     | 1        | 1     | 2      |

## Біатлон
| Змагання                                | Спортсмени     | Час       | Промахи | Місце |
| --------------------------------------- | -------------- | --------- | ------- | ----- |
| спринт, 10 км, чоловіки                 | Іон Букса      | 36:33.8   | 6       | 71    |
| індивідуальні перегони, 20 км, чоловіки | Іон Букса      | 1'11:27.5 | 6       | 70    |
| спринт, 7,5 км, жінки                   | Олена Горохова | 28:21.5   | 5       | 62    |
| індивідуальні перегони, 15км, жінки     | Олена Горохова | 1'09:18.1 | 9       | 62    |